# Чешко, Богдан
Богдан Владислав Чешко (пол. Bohdan Czeszko; 1 апреля 1923, Варшава — 21 декабря 1988, там же) — польский писатель
, сценарист, публицист. Лауреат Государственной премии ПНР (1952, 1964, 1976).

## Биография
Участник Второй мировой войны. Во время немецкой оккупации Польши сражался против немцев в рядах Гвардии Людовой и Армии Людовой (с 1942). Член Союза борьбы молодых, участвовал в нападениях на оккупантов в «Кафе-клубе» в Варшаве.
В 1944 году принял участие в Варшавском восстании. Был командиром батальона. После подавления восстания находился на подпольной работе в Ченстохове. В марте 1945 года сражался в составе 2-я армии Войска польского. При форсировании реки Ныса-Лужицка был ранен.
Член Польской рабочей партии, позже ПОРП.
После окончания войны в 1947—1951 годах учился в Академии художеств в Варшаве. Печатался с 1946 года.
Автор сборников рассказов, репортажей («Москва, Волга, Баку», 1956, и др.). Приобрёл известность автобиографической повестью «Поколение» (1951) о борьбе рабочей молодёжи с гитлеровцами и повестью «Реквием» (1961) о буднях и гибели одной из частей Войска Польского в 1945 году. Для прозы Чешко характерны контраст возвышенных и натуралистических описаний, использование разговорной речи.
С 1965 года избирался депутатом польского сейма.
Похоронен на кладбище Воинские Повонзки.

## Избранные произведения
- Проза
  - Początek edukacji (1948)
  - Pokolenie (1951)
  - Drogi sytości (1951)
  - Krzewy koralowe (1954)
  - Moskwa, Wołga, Baku (1956)
  - Edukacja niesentymentalna (1958)
  - Przygoda w kolorach (1959)
  - Makatka z jeleniem (1961)
  - Tren i inne opowiadania (1961)
  - Opowiadania wybrane (1964)
  - Wióry (1970)
  - Powódź (1975)
  - Kłopoty władzy (1978)
  - Nostalgie mazurskie (1987)
- Сценарии
  - 1954 — Поколение
  - 1956 — Wraki (диалоги)
  - 1958 — История одного истребителя (диалоги)
  - 1958 — Krzyż Walecznych (диалоги)
  - 1961 — Мilczące ślady (диалоги)
  - 1961 — Złoto]
  - 1962 — Гангстеры и филантропы (диалоги)
  - 1963 —  Mansarda
  - 1964 — Pierwszy dzień wolności
  - 1965 — Рodziemny front
  - 1965 — Powrót doktora von Kniprode (диалоги)
  - 1967 — Отец (диалоги)
  - 1967 — Szach i mat w Opowieści niezwykłe (диалоги)
  - 1969 — Dzień oczyszczenia (диалоги)
  - 1970 — [Prawdzie w oczy (диалоги)
  - 1970 — Ловушка
  - 1976 — Polskie drogi